# 그로텐디크 아벨 범주
호몰로지 대수학에서 그로텐디크 아벨 범주(Grothendieck Abel範疇, 영어: Grothendieck Abelian category)는 특별히 좋은 성질을 가져, 호몰로지 대수학을 전개하기 간편한 아벨 범주이다.

## 정의
AB5 아벨 범주(AB5 Abel範疇, 영어: AB5 Abelian category)는 다음 조건들을 만족시키는 아벨 범주이다.
- 쌍대 완비 범주이다.
- 완전열의 여과 쌍대 극한(영어: filtered colimit)이 존재하며, 완전열을 이룬다. 즉, 상향 원순서 집합 {\displaystyle I}의 첨자를 가진 짧은 완전열들 {\displaystyle \{0\to A_{i}\to B_{i}\to C_{i}\to 0\}_{i\in I}}이 주어졌을 때, 그 쌍대 극한 {\displaystyle \textstyle 0\to \varinjlim _{i\in I}A_{i}\to \varinjlim _{i\in I}B_{i}\to \varinjlim _{i\in I}C_{i}\to 0}이 존재하며 역시 짧은 완전열을 이룬다. (만약 쌍대 극한들이 존재한다면 이는 일반적으로 오른쪽에서만 완전열을 이룬다. 즉, 이 조건은 위 완전열이 왼쪽에서도 완전하다는 것을 뜻한다.)

쌍대 완비 아벨 범주에서 다음 두 조건이 서로 동치이다.
- 생성 대상을 갖는다.
- 생성 집합을 갖는다.

이는 생성 집합 {\displaystyle {\mathfrak {G}}}를 갖는 쌍대 완비 아벨 범주의 경우, {\displaystyle {\mathfrak {G}}}의 쌍대곱
{\displaystyle G=\coprod {\mathfrak {G}}}
가 생성 대상을 이루기 때문이다.
그로텐디크 아벨 범주 {\displaystyle {\mathcal {A}}}는 생성 대상을 갖는 AB5 아벨 범주이다. 즉, 다음 조건을 만족시키는 대상 {\displaystyle G\in {\mathcal {C}}}가 존재한다.
- {\displaystyle \hom _{\mathcal {C}}(G,-)\colon {\mathcal {C}}\to \operatorname {Set} }는 충실한 함자이다.

## 성질
모든 그로텐디크 아벨 범주는 다음 성질들을 만족시킨다.
- 완비 범주이며, 쌍대 완비 범주이다.
- 단사 대상을 충분히 가지는 범주이며,[1]:135, Théorème 1.10.1 모든 대상이 단사 껍질을 갖는다. (그러나 일반적으로 사영 대상을 충분히 가지는 범주가 아니며, 사영 덮개가 존재하지 않을 수 있다.)
- 단사 대상인 쌍대 생성 대상을 갖는다.
- 대상 {\displaystyle X}의 부분 대상들의 부분 순서 집합 {\displaystyle \operatorname {Sub} (X)}은 완비 격자이다. 즉, 모든 부분 집합은 상한과 하한을 갖는다.
- (가브리엘-포페스쿠 정리 영어: Gabriel–Popescu theorem[2]) {\displaystyle {\mathcal {A}}}의 임의의 생성 대상 {\displaystyle G}에 대하여, 표현 가능 가법 함자 {\displaystyle {\mathcal {A}}\to \operatorname {Mod} _{\operatorname {End} _{\mathcal {A}}(G)},\;X\mapsto \hom _{\mathcal {A}}(G,X)}는 충실충만한 함자이며, 왼쪽 수반 함자를 가지며, 이 왼쪽 수반 함자는 완전 함자이다. 즉, 그로텐디크 아벨 범주는 가군 범주의 반사 부분 범주로 여길 수 있다.

## 예
1을 가진 환 {\displaystyle R}에 대한 왼쪽 가군들과 가군 준동형들의 범주 {\displaystyle _{R}\operatorname {Mod} } (또는 오른쪽 가군들의 범주 {\displaystyle \operatorname {Mod} _{R}\cong {}_{R^{\operatorname {op} }}\operatorname {Mod} })은 그로텐디크 아벨 범주이다.
임의의 위치 {\displaystyle {\mathcal {X}}} 위의, 아벨 군 값의 층의 범주 {\displaystyle \operatorname {Sh} ({\mathcal {X}};\operatorname {Ab} )}는 그로텐디크 아벨 범주를 이룬다.
임의의 환 달린 공간 {\displaystyle (X,{\mathcal {O}}_{X})} 위의 가군층들의 범주 {\displaystyle {\mathcal {O}}_{X}{\text{-Mod}}}는 그로텐디크 아벨 범주를 이룬다. 만약 {\displaystyle X}가 추가로 스킴을 이룬다면, 준연접층의 범주 {\displaystyle \operatorname {QCoh} (X)} 역시 그로텐디크 아벨 범주를 이룬다.

## 역사
1957년에 알렉산더 그로텐디크는 범주가 만족시킬 수 있는 일련의 조건들 AB1~AB6들을 정의하였다. 이 가운데, AB1 및 AB2를 만족시키는 범주는 오늘날 "아벨 범주"로 불리며, AB1~AB3를 만족시키는 범주는 쌍대 완비 아벨 범주와 같은 개념이다. AB5는 AB4, AB3을 함의하며, 이 때문에 AB5 공리를 만족시키는 아벨 범주를 "AB5 아벨 범주"라고 한다. 같은 논문에서 그로텐디크는 생성 대상을 갖는 AB5 아벨 범주는 단사 대상을 충분히 가지는 범주임을 증명하였으며,:135, Théorème 1.10.1 이 때문에 이러한 범주가 "그로텐디크 범주"로 불리게 되었다.
가브리엘-포페스쿠 정리는 1964년에 피에르 가브리엘(프랑스어: Pierre Gabriel, 1933~2005)과 니콜라에 포페스쿠(루마니아어: Nicolae Popescu, 1937~2010)가 증명하였다. (이 논문은 포페스쿠의 이름에 "Popesco"로 오타를 포함한 채 인쇄되었다.)

## 참고 문헌
1. 1 2 3  Grothendieck, Alexandre (1957). “Sur quelques points d’algèbre homologique”. 《東北数学雑誌》 (프랑스어) 9: 119–221. doi:10.2748/tmj/1178244839. ISSN 0040-8735. MR 0102537. Zbl 0118.26104.
2. 1 2  Gabriel, Pierre; Popesco, Nicolae (1964년 4월 27일). “Caractérisation des catégories abéliennes avec générateurs et limites inductives exactes”. 《Comptes rendus hebdomadaires des séances de l’Académie des sciences》 (프랑스어) 258: 4188–4190. MR 0166241.

- Garkusha, Grigory (1999). “Grothendieck categories” (영어). arXiv:math/9909030. Bibcode:1999math......9030G.